# Zamarada dyscapna
Zamarada dyscapna là một loài bướm đêm trong họ Geometridae.